# برانینگ (تگزاس)
برانینگ (به انگلیسی: Browning) یک منطقهٔ مسکونی در ایالات متحده آمریکا است که در شهرستان اسمیت، تگزاس واقع شده‌است. برانینگ ۱۳۸٫۰۸ متر بالاتر از سطح دریا واقع شده‌است.